# Campeonato Rondoniense de Futebol Feminino
O Campeonato Rondoniense Feminino é a principal competição futebolística da modalidade feminina do estado do Rondônia organizado pela Federação de Futebol do Estado de Rondônia (FFER).
Desde sua inauguração em 2002, o torneio tem sido disputado em um formato híbrido, incluindo etapas de grupos e jogos eliminatórios. Entretanto, o regulamento foi sujeito a modificações ao longo dos anos, devido às variações no número de datas e de participantes.
O Real Ariquemes é clube com o maior número de conquistas neste torneio, totalizando quatro títulos. Por sua vez, o Rolim de Moura é o atual campeão da competição.

## História
O Campeonato Rondoniense de Futebol Feminino foi estabelecido em 2002, organizado pela Federação de Futebol do Estado de Rondônia (FFER), visando promover e estruturar o futebol feminino no estado de Rondônia.
A edição inaugural consagrou o Mocidade como campeão após vencer o Juventude por 2 a 1 na final. Nos anos seguintes, o campeonato não foi disputado em 2003 e 2004, e embora a edição de 2005 tenha tido tabela e regulamento divulgados com oito participantes, não há registros detalhados sobre sua realização e conclusão. Em 2006, o Juventus sagrou-se campeão ao derrotar o Gold Star por 3 a 0 na final. A edição de 2007 teve inscrições abertas, mas não há informações confirmadas sobre sua realização.
Entre 2008 e 2016, o torneio foi disputado sob o nome de Torneio Seletivo para a Copa do Brasil de Futebol Feminino, com o objetivo de definir o representante estadual na competição nacional. Nesse período, o Genus conquistou os títulos de 2008 e 2010, enquanto o Juventus venceu em 2009. O Santos de Porto Velho conquistou um bicampeonato consecutivo em 2011 e 2012. Em 2013, o Espigão sagrou-se campeão ao derrotar o Rolim de Moura, se tornando o primeiro campeão do interior.
Em 2014, o Genus conquistou seu terceiro título. O campeonato não foi realizado em 2015. O Porto Club venceu as edições de 2016 e 2017, enquanto em 2018 o Porto Velho conquistou seu primeiro título ao derrotar o Real Ariquemes na final.
O Real Ariquemes emergiu como uma potência no futebol feminino rondoniense, conquistando quatro títulos consecutivos entre 2019 e 2022, e se tornando o maior campeão estadual. Durante esse período, colocou o estado pela primeira vez na história na primeira divisão do Campeonato Brasileiro de Futebol Feminino, feito realizado em 2023.
Na edição de 2023, o Porto Velho voltou a vencer, garantindo sua segunda taça. O ano de 2024 marcou a conquista inédita do Rolim de Moura, que derrotou o Genus na decisão.

## Campeões

### Títulos por clube
| Clube           | Título | Vice | 3.º lugar | 4.º lugar |
| --------------- | ------ | ---- | --------- | --------- |
| Real Ariquemes  | 4      | 1    | —         | 1         |
| Genus           | 3      | 4    | 3         | 2         |
| Juventus        | 2      | 2    | 1         | —         |
| Porto Velho     | 2      | 2    | —         | —         |
| Porto Club      | 2      | —    | 1         | —         |
| Santos          | 2      | —    | —         | —         |
| Espigão         | 1      | 2    | 1         | —         |
| Rolim de Moura  | 1      | 1    | —         | 1         |
| Mocidade        | 1      | —    | —         | —         |
| Barcelona       | —      | 2    | —         | —         |
| Gold Star       | —      | 1    | —         | —         |
| Juventude       | —      | 1    | —         | —         |
| Rondoniense     | —      | 1    | —         | —         |
| Vilhenense      | —      | 1    | —         | —         |
| Ji-Paraná       | —      | —    | 2         | —         |
| Moto Clube      | —      | —    | 2         | —         |
| Ariquemes       | —      | —    | 1         | —         |
| Guaporé         | —      | —    | 1         | —         |
| Rio Madeira     | —      | —    | 1         | —         |
| Shallon         | —      | —    | 1         | —         |
| Vilhena         | —      | —    | 1         | —         |
| Cruzeiro        | —      | —    | —         | 1         |
| Moleca Atrevida | —      | —    | —         | 1         |
| Rondônia        | —      | —    | —         | 1         |

### Títulos por cidade
| Cidade          | Título | Vice | 3.º lugar | 4.º lugar |
| --------------- | ------ | ---- | --------- | --------- |
| Porto Velho     | 12     | 11   | 9         | 5         |
| Ariquemes       | 4      | 1    | 1         | 1         |
| Espigão d'Oeste | 1      | 2    | 1         | —         |
| Rolim de Moura  | 1      | 1    | 1         | 1         |
| Vilhena         | —      | 3    | 1         | —         |
| Ji-Paraná       | —      | —    | 2         | —         |